# باربارا میکولسکی
باربارا میکولسکی (به انگلیسی: Barbara Mikulski) (زادهٔ ۲۰ ژوئیه ۱۹۳۶) سناتور دموکرات ایالت مریلند در سنای ایالات متحده آمریکا است که برای نخستین‌بار در ۳ ژانویه ۱۹۸۷ به‌عضویت این مجلس درآمد. وی در زمرهٔ سناتورهای گروه سوم است که به‌مدت ۶ سال در سنا حضور دارند و تا تاریخ ۳ ژانویه ۲۰۱۷ در این مجلس خواهد بود.